# Гордич, Джордже
 Джо́рдже Го́рдич (серб. Ђорђе Гордић; родился 5 ноября 2004, Смедерево) — сербский футболист, полузащитник клуба «Ломмел», выступающий на правах аренды за клуб «Дебрецен».

## Клубная карьера
Воспитанник футбольной академии клуба «Младост». 18 мая 2021 года дебютировал в основном составе клуба в матче сербской Суперлиги против «Партизана». 15 декабря 2021 года забил свой первый гол за «Младост» в матче против «Напредака».
3 января 2023 года перешел в бельгийский клуб «Ломмел».

## Карьера в сборной
Выступал за сборные Сербии до 17, до 18, до 19 лет и до 21 года.
В июне 2022 года сыграл на чемпионате Европы до 19 лет.